# (14072) Volterra
(14072) Volterra (1996 KN) – planetoida z grupy pasa głównego asteroid okrążająca Słońce w ciągu 5,6 lat w średniej odległości 3,15 j.a. Odkryta 21 maja 1996 roku.